# 田中源之進
田中 源之進（たなか げんのしん）は、江戸時代後期の会津藩士。蝦夷地常詰若年寄、田中玄純の子。諱は玄直（はるなお）。弟に金次郎（玄忠、戊辰後、江差裁判所書記）。妹に八重ら。

## 略歴
幕末には、会津藩若年寄（慶応4年就任）にして猪苗代城代、知行350石。慶応4年（1868年）2月、藩士のなかから、力士隊を編成した。
会津戦争では、母成峠の戦いで大鳥圭介と共に砲兵隊長として指揮を執るが衆寡敵せず退却し、そして敵の前線基地に使われないよう猪苗代城に火をつけて会津城下へ撤収した。戦後は佐川官兵衛、手代木直右衛門、小森一貫斎らと東京神田町の佐倉藩邸にお預けとなり、斗南藩として会津松平家が再興されると斗南（現・青森県むつ市）の地に向かう。
廃藩置県後は、函館市相生町に住む。子孫に田中清玄がいる。